# Маргарет де Квинси, графиня Дерби
Маргарет де Квинси (англ. Margaret de Quincy; ок. 1218 — до 12 марта 1281) — дочь и одна из сонаследниц Роджера де Квинси, 2-го графа Уинчестера, от первого брака с Хэлен Галлоуэйской, жена Уильяма (III) де Феррерса, 5-го графа Дерби.

## Биография
Маргарет родилась около 1218 года. Она была старшей из трёх дочерей Роджера де Квинси, 2-го графа Уинчестера, от первого брака с Хэлен Галлоуэйской, одной из наследниц шотландского барона Алана Галлоуэйского. Её отец, один из лидеров баронской оппозиции королю Генриху III, к концу жизни был одним из крупнейших землевладельцев, владения которого располагались в Англии и Шотландии.
Муж Маргарет Уильям (III) де Феррерс, 5-й граф Дерби, умер в 1254 году. В 1264 году умер Роджер де Квинси, отец Маргарет. Поскольку сыновей он не оставил, то наследницами стали его дочери, между которыми и были разделены владения. Доля Маргарет, включая поместья Гроуби в Лестершире и Ньюботтл в Нортгемптоншире, а также часть владений в Шотландии, достались её второму сыну Уильяму. Во владениях Маргарет в Нортгемптоншире между 1269 и 1275 годами проживал её старший сын Роберт, лишённый за участие в восстании против короля владений и титула графа Дерби.
Маргарет вместе с сёстрами упоминается в акте, датированном 3 декабря 1274 года, в котором они приносят оммаж за свою часть земель Алиеноре де Во, вдове Роджера де Квинси.
Маргарет умерла 12 марта 1281 или 1284 года.

## Брак и дети
Муж: с 1238 Уильям (III) де Феррерс (ум. 28 марта 1254), 5-й граф Дерби с 1247. Дети:
- Роберт (III) де Феррерс (ок. 1239—1279, ранее 29 апреля), 6-й граф Дерби в 1254—1266, титул конфискован в 1266/1269 году;
- Уильям (I) Феррерс из Гроуби (ок. 1240 — до 20 декабря 1287);
- Агнесса де Феррерс (ум. 11 мая 1290); муж: Роберт де Мускегрос[6];
- Маргарет де Феррерс[6];
- Джоан де Феррерс (ум. 19 марта 1310); муж: с 1267 Томас де Беркли (1245 — 23 июля 1321), 1-й барон Беркли с 1295;
- Элизабет де Феррерс (ум. 1297); 1-й муж: Уильям Маршал (ум. 1265); 2-й муж: Давид III ап Грифид (ок. 1235 — 3 октября 1283), принц Уэльский с 1282;
- Берта де Феррерс[6].